# Rastellus florisbad
Rastellus florisbad is een spinnensoort uit de familie Ammoxenidae. De soort komt voor in Zuid-Afrika.